# Suss gott
Suss gott är en svensk dramafilm från 1956 i regi av Gunnar Höglund.

## Handling
En musikfylld komedi om mångsysslaren Pekka som efter några misslyckade affärer har den envise inkasseraren Holm i hälarna. För att rädda situationen och få ordning på ekonomin bestämmer sig Pekka för att försöka få fart på en lokalrevy med titeln Smått och gott. Till revyn engagerar Pekka några nya talanger, bland annat den begåvade unga sångerskan Pia. Revysällskapet förföljs dock hela tiden av Holm och Pekka gör nu allt för att försöka överlista den ettrige inkasseraren.

## Om filmen
Filmen premiärvisades den 6 augusti 1956 på biograferna Rio i Ljusdal och Röda Kvarn i Bollnäs och Hudiksvall. Den spelades in vid Nordisk Tonefilms ateljéer i Stockholm och Europa Studios i Sundbyberg med exteriörer från Stockholm av Harry Lindberg. 
Suss gott visades i SVT1 i oktober 2021 och i november 2023.

## Roller i urval
- Pekka Langer – Pekka Langer, leg Lekare
- Ulla Sjöblom – Gittan, Pekkas sekreterare
- Carl-Gustaf Lindstedt – Holm, inkasserare för AB Käsch
- Börje Mellvig – disponent Larsson, producent för AB Revy Produktion
- Inga Sundström – Lola, sångerska
- Sven-Axel "Akke" Carlsson – Lasse Svensson, aktör och turnéledare
- Barbro "Lill-Babs" Svensson – Pia, sångerska, tjej som vill opp
- Pia Lang – Eva Christiansson, sångerska
- Kari Sylwan – Rita Olsson, dansös
- Eric Gustafsson – restaurangägare
- Nils "Knas" Ohlson – Olsson, Holms chaufför
- Curt "Minimal" Åström – direktör Käsch, Holms arbetsgivare
- John Melin – teatervaktmästare
- Ludde Juberg – teaterkassör i Knåphult
- Simon Brehm – Herman, turnéns busschaufför och kontrabasist
- Walter Larsson – Knutte Lundquist, pianist
- Wiktor "Kulörten" Andersson – kassör

## Musik i filmen
- Blott för dig, kompositör Simon Brehm, text Hello, sång Simon Brehm
- Gunnar (Jag är kär i Gunnar), kompositör Simon Brehm, text Hello, sång Pia Lang
- Be-bop-a-dong, kompositör Simon Brehm, text Hello, sång Lill-Babs
- En underbar kväll i Paris (Vandrar med dig uppåt Champs-Élysées), kompositör och text Hello, sång Inga Sundström
- Farväl, goodbye, au revoir (Med denna vår avskedskuplett vi sjunger för er på parkett), kompositör och text Hello, sång Akke Carlsson, Lill-Babs, Pia Lang, Inga Sundström och Kari Sylwan
- Dansnummer, kompositör Gösta Theselius, framförs på trumpet av Weine Renliden med dans av Kari Sylwan
- Är han verkligen kär?, kompositör Simon Brehm, text Hello, sång Lill-Babs
- Kovan kommer, kovan går (Gesällvisa), text Emil Norlander, instrumental